# Corrente limite
In elettrochimica, la corrente limite corrisponde al valore di intensità di corrente che attraversa una cella elettrochimica quando la velocità delle semireazioni redox (riduzione e ossidazione) è molto elevata, per cui lo stadio cineticamente determinante del processo elettrochimico che avviene nella cella è il trasferimento di materia.
In particolare, si parla di corrente limite di diffusione se lo stadio cineticamente determinante è il trasporto migrativo degli ioni dal bulk (la parte del solido abbastanza lontana dalle regioni del solido stesso in cui avvengono gli scambi di materia, quantità di moto e calore, da non percepirne gli effetti) dell'elettrolita alla superficie dell'elettrodo e viceversa.

## Corrente limite di diffusione
Nei primissimi istanti del funzionamento di una cella elettrochimica il trasporto di carica è assicurato dalla presenza di ioni in prossimità del doppio strato elettrico che circonda l'elettrodo. Una volta che tali ioni vengono ridotti (al catodo) o ossidati (all'anodo), per fare sì che la corrente continui a circolare è necessario che gli ioni all'interno dell'elettrolita migrino dal bulk dell'elettrolita fino alla superficie degli elettrodi. In queste condizioni lo stadio cineticamente determinante del processo è quindi il trasferimento di materia (cioè occorre più tempo per l'approvvigionamento di ioni dal bulk piuttosto che per la riduzione/ossidazione di tali ioni) e la velocità del processo (e quindi l'intensità di corrente, essendo legata alla velocità di reazione dalle leggi di Faraday sull'elettrolisi) aumenta all'aumentare della mobilità degli ioni dell'elettrolita.

### Corrente limite di diffusione e concentrazione del reagente
Il flusso di materia della specie chimica che attraversa l'unità di area nell'unità di tempo in una cella elettrochimica è esprimibile secondo la legge di Faraday come
{\displaystyle {\frac {n}{At}}={\frac {i}{zF}}}
dove:
- n: numero di moli della specie chimica [mol];
- A: area [m2];
- t: tempo [s];
- i: densità della corrente elettrica [A/m2]
- z: numero di elettroni scambiati;
- F: costante di Faraday [C/mol].

All'interno dello strato di diffusione di Nerst il trasporto di materia è dovuto solo a fenomeni di diffusione, perciò in stato stazionario il flusso molare avviene seguendo la prima legge di Fick. Per la reazione {\displaystyle OX+ze^{-}\rightarrow RED} all'interfaccia elettrodo/elettrolita sussiste la relazione:
{\displaystyle {\frac {i}{zF}}=D\left({\frac {dC_{R}}{dx}}\right)_{x=0}=-D\left({\frac {dC_{O}}{dx}}\right)_{x=0}}
dove:
- D: coefficiente di diffusione [m2/s];
- CR: concentrazione della specie ridotta [mol/m3];
- CO: concentrazione della specie ossidata [mol/m3];
- x: coordinata spaziale [m].

che opportunamente integrata diventa
{\displaystyle i=zFD\left({\frac {C^{\infty }-C_{0}}{\delta _{N}}}\right)}
dove:
- Coo: concentrazione nel bulk [mol/m3];
- C0: concentrazione all'interfaccia elettrodo/elettrolita [mol/m3];
- δN: spessore dello strato di diffusione [m].

Quando viene chiuso il circuito, la corrente attraversa la cella e la concentrazione all'interfaccia va via via scemando, tanto che al limite tende a zero: nel momento in cui ciò accade diventa importante il trasporto di materia dal bulk verso l'interfaccia. In questa situazione, nella quale la concentrazione all'interfaccia è pressoché nulla e la specie chimica reagisce non appena tocca l'elettrodo, la corrente ha raggiunto una soglia oltre la quale non può andare: tale valore è detto corrente limite, e la formula precedente diventa:
{\displaystyle i_{L}=zFC{\frac {D}{\delta _{N}}}}
Spesso però δN non è misurabile sperimentalmente, per cui si introduce il coefficiente di trasporto di massa definito come:
{\displaystyle k_{m}={\frac {D}{\delta _{N}}}}
La corrente limite dunque viene espressa come:
{\displaystyle I_{L}=zFCAk_{m}}
La corrente limite di diffusione IL corrisponde ad un valore massimo dell'intensità di corrente e dipende solo dalla concentrazione iniziale di reagente (o "specie elettroattiva") C, secondo la seguente legge di proporzionalità:
IL = k·C
in cui k è una costante pari a:
k = nFAkm
essendo:
- n: numero di elettroni scambiati durante la reazione redox;
- F: costante di Faraday;
- A: area dell'elettrodo;
- km: coefficiente di trasferimento di massa.[3]

### Corrente limite di diffusione in polarografia

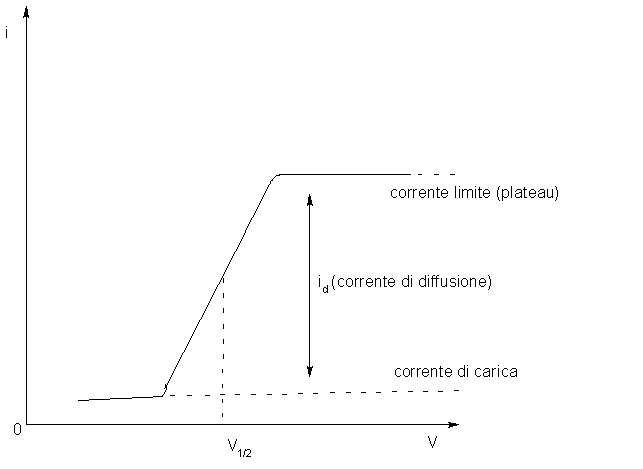
Grafico ideale rappresentante l'andamento della corrente in funzione del potenziale durante una prova di polarografia. È visibile il valore della corrente limite di diffusione, in corrispondenza della quale si ha un plateau (cioè l'intensità di corrente rimane costante al variare della differenza di potenziale). Un polarogramma reale presenta curve seghettate, a causa dell'effetto dovuto alla variazione di superficie dell'elettrodo a goccia di mercurio (DME).

Attraverso la polarografia, conoscendo la concentrazione di specie elettroattiva nel bulk dell'elettrolita e la corrente limite di diffusione, è possibile determinare la quantità di ioni presenti in soluzione.
Per massimizzare il contributo della corrente limite di diffusione in una cella polarografica si può fare uso di elettrolita di supporto e la soluzione non deve essere agitata.

### Corrente limite di diffusione dell'ossigeno
Nel caso in cui la corrosione avvenga in maniera uniforme, la velocità di corrosione è legata alla corrente di corrosione. Inoltre, se lo stadio cineticamente determinante del processo di corrosione è la diffusione dell'ossigeno, la corrente di corrosione è uguale alla corrente limite di diffusione dell'ossigeno.